# Adenophora khasiana
Adenophora khasiana là loài thực vật có hoa trong họ Hoa chuông. Loài này được Hook.f. & Thomson mô tả khoa học đầu tiên năm 1858 dưới danh pháp Campanula khasiana. Tháng 11 năm 1890 Henry Collett & William Hemsley chuyển nó sang chi Adenophora. Heinrich Feer đưa ra mô tả chi tiết cho Adenophora khasiana, tuy nhiên công bố của ông trên Botanische Jahrbücher für Systematik là vào tháng 12/1890 sau khi Collett và Hemsley đã chuyển Campanula khasiana thành Adenophora khasiana trong Journal of the Linnean Society. Botany.